# Epiphyllum Phyllanthus
Epiphyllum phyllantus, também conhecida como flor de baile, é uma espécie de Epiphyllum, do gênero botânico da família cactaceae. É originárida do Brasil e seus nomes populares são: Flor de baile, acutirém-biú, pitainha de forquilha, comandá. Trata-se de uma herbácea epífita (que se alimenta da umidade do ar), pendente devido ao peso dos ramos, articulada (com junta ou nós) com ramo principal cilíndrico ou com 3 ou 4 ângulos. As folhas são mais longas que largas, no formato de lança medindo de 30 a 150 cm de comprimento por 4 a 7 cm de largura, ondulados e avermelhados na margem com dentes arredondados distantes 3 a 5 cm entre si. Desses dentes existem aréolas de onde emergem novos artículos ou flores. As flores são noturnas de cor branca ou creme. Os frutos são bagas longas de 4 a 7 cm de comprimento por 3 a 5 cm de largura com polpa branca gelatinosa de sabor delicado envolvendo diversas sementes pretas e brilhantes..

## Nome popular
Acutirém-biú que vem do tupi guarani e significa erva longa que dá frutos como lança. Também é conhecido como flor de baile e pitainha de forquilha.